# Kechana
Kechana (en népalais : केचना) est un comité de développement villageois du Népal situé dans le district de Jhapa. Au recensement de 2011, il comptait 5 957 habitants.